# Hugin (tidskrift)
Hugin var en svensk tidskrift "för naturvetande i roande form" som publicerades mellan 1916 och 1920, och utkom med 85 nummer. Redaktör var Otto Witt. Hugin räknas ibland som den första svenska science fiction-tidskriften.